# Вичехово (Поморське воєводство)
Вичехово (пол. Wyczechowo, нім. Fitschkau) — село в Польщі, у гміні Сомоніно Картузького повіту Поморського воєводства.
Населення — 429 осіб (2011).
У 1975-1998 роках село належало до Гданського воєводства.

## Демографія
Демографічна структура станом на 31 березня 2011 року:
|          | Загалом | Допрацездатний вік | Працездатний вік | Постпрацездатний вік |
| -------- | ------- | ------------------ | ---------------- | -------------------- |
| Чоловіки | 225     | 63                 | 146              | 16                   |
| Жінки    | 204     | 60                 | 114              | 30                   |
| Разом    | 429     | 123                | 260              | 46                   |